# Ivan Šlapeta
Ivan Šlapeta (* 28. března 1938 Olomouc) je český kameraman.

## Život a tvorba
Narodil se v rodině architekta Lubomíra Šlapety.. Působil jako kameraman ve filmovém studiu Barrandov. Natočil 42 celovečerních filmů, podílel se i na televizní tvorbě. Přednáší na filmové a televizní fakultě Akademie múzických umění v Praze. V roce 2008 obdržel za své celoživotní dílo cenu Asociace českých kameramanů.